# Sergey Lagodinsky
Sergey Lagodinsky (Astrachan', 1º dicembre 1975) è un politico tedesco, europarlamentare nella IX legislatura.